# Società Antroposofica
La Società Antroposofica è, secondo la sua stessa definizione, «una comunità di persone convinte che i compiti attesi dal presente e dal futuro possano essere risolti solo attraverso un approfondimento spirituale della vita». La base di questo approccio è costituita dall'antroposofia di Rudolf Steiner.

## Organizzazione
La Società Antroposofica Universale (in tedesco Allgemeine Anthroposophische Gesellschaft, AAG) ha sede nel Goetheanum di Dornach, in Svizzera, ed opera in tutto il mondo. Presente in oltre 78 paesi, è decentrata in varie filiali locali, centri regionali e aziende nazionali, che organizzano le loro attività in modo autonomo. È anche titolare della «Libera Università di Scienza dello Spirito», situata al Goetheanum.
L'obiettivo di questa università è stimolare lo studio della dimensione spirituale, consentire tale ricerca, e aver cura della vita spirituale degli individui e delle comunità, ponendo l'essere umano al centro. È articolata in una Prima Classe di carattere universale, ed altre sezioni più specifiche rivolte ad aspetti pratici e professionali, per «fecondare i singoli ambiti conoscitivi, artistici e l'intera civiltà».
Secondo l'articolo 4 del suo statuto, la Società antroposofica è completamente pubblica, e chiunque può diventarne membro senza distinzione di nazione, stato, religione, convinzione politica, scientifica o artistica, purché «ritenga giustificata l'esistenza di un'istituzione come è il Goetheanum, a Dornach, quale Libera Università di Scienza dello Spirito».

## Storia

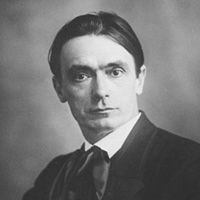
Il fondatore della Società antroposofica Rudolf Steiner

La prima società antroposofica fu fondata il 28 dicembre 1912 da Michael Bauer, Marie von Sivers e Carl Unger a Colonia in forme inizialmente non ufficiali, scindendosi dalla Società Teosofica dopo che Rudolf Steiner e Annie Besant avevano avuto con quest'ultima una serie di divergenze sulla natura del Cristianesimo e sul ruolo di Cristo.
D'altra parte, già dal 1902, quando Steiner era divenuto segretario generale dell'unica sezione tedesca della Società Teosofica allora esistente in Germania, egli l'aveva condotta in modo piuttosto autonomo dal resto della Società, attestandosi su posizioni lontane da quelle buddiste o induiste in essa prevalenti, ricollegandosi semmai alla filosofia europea e alle tradizioni esoteriche cristiane.
Prima di allora, la diffusione della dottrina teosofica in Germania aveva avuto scarsi successi; nonostante alcune visite in questo paese da parte di Helena Blavatsky, fondatrice della Società Teosofica Internazionale, e dei suoi illustri seguaci, fu solo dopo la sua morte, nel 1891, che fu ufficialmente istituita nel 1894 la prima Loggia di Berlino. La sua conduzione nominale, affidata ad Huebbe-Schleiden, era stata sostenuta dall'impegno del conte e della contessa Brockdorff, sotto i cui auspici Steiner fu invitato a tenere le sue prime conferenze alla platea dei teosofi tedeschi nell'agosto del 1900, trovando in loro un pubblico molto ricettivo alle sue idee innovative rispetto all'approccio orientaleggiante.
Schuré dirà in proposito:
È d'altra parte visibile che, nonostante il suo programma, la Società Teosofica ha conservato fino a oggi un colore pronunciato d'orientalismo e di induismo accentuato e mantenuto dal fatto che il suo quartiere generale e il suo centro direttore si trova in India, a Adyar presso Madras.
Bisogna però aggiungere che queste verità sono deformate da un intellettualismo filosofico incompleto presso il Sinnett, e da un'anima torbida, agitata da passioni diverse presso la Blavatsky.
La Società Teosofica è diventata così un potente organo per mezzo del quale l'esoterismo orientale parla all'Occidente e agisce su di lui. In faccia a quest'ardita iniziativa, cosa doveva fare l'esoterismo occidentale, che ha anch'esso la sua tradizione, i suoi maestri, le sue leggi: doveva tacere o parlare a sua volta. E se voleva parlare, come doveva parlare? La questione fu discussa a più riprese in alcune assemblee di maestri occidentali verso la fine del diciannovesimo secolo.»
(Edoardo Schuré, introduzione a
Il cristianesimo come fatto mistico, § II, trad. it. di Ida Levi Bachi, Bari, Laterza, 1923)
Nel 1907, mentre Annie Besant diventava presidentessa della Società Teosofica Internazionale, Steiner acuì le differenze con l'approccio teosofico anche dal punto di vista terminologico, adottando un proprio vocabolario a partire dal Congresso Internazionale di Monaco nel maggio di quell'anno. In seguito, Besant e Steiner concordarono «per mutuo consenso» che la sezione esoterica tedesca si trasformasse in un'istituzione completamente indipendente.
Le tensioni con la società madre di Adyar riguardavano anche le questioni sul ruolo dei Mahatma, cioè dei maestri ispiratori della Blavatsky che da tempo avevano però smesso di comunicare, e il cui posto sarebbe stato per Steiner usurpato da entità astrali di natura luciferica; di quei «Maestri dell'Antica Sapienza» il Dottore riconosceva le due guide dell'Occidente cristiano e rosacrociano, cioè il Maestro Gesù e l'esoterista Christian Rosenkreuz.
Quando poi Steiner respinse categoricamente l'ipotesi teosofista che il ragazzo indiano Krishnamurti fosse il nuovo Cristo reincarnato, si giunse ad una rottura definitiva: l'istituzione formale della Anthroposophische Gesellschaft (AG) ebbe luogo in occasione della prima assemblea generale del 2 e 3 febbraio 1913 a Berlino, quando la sede della sezione tedesca della Società Teosofica venne rinominata in «Antroposofica», e da allora si interruppero i rapporti con Annie Besant. Costei il 7 marzo 1913 escluse Steiner dallo statuto teosofico di Adyar, estromettendolo insieme ai suoi seguaci dalla Società Teosofica.
Il numero delle sezioni teosofiche tedesche era allora cresciuto da quell'unica che era nel 1902 fino a 65 Logge nel 1913, 55 delle quali (circa 2.500 persone) seguirono Steiner entrando a far parte della nuova Società Antroposofica, mentre il Consiglio Generale della Società Teosofica emanava un nuovo statuto per le 10 Logge rimastele fedeli, che furono ancora una volta guidate da Huebbe-Schleiden.

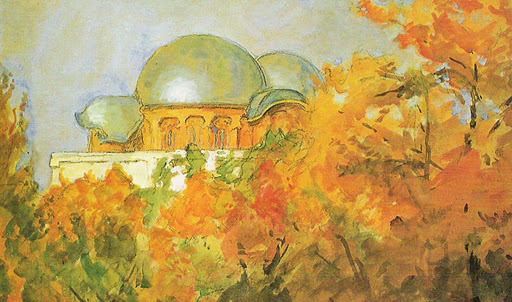
Il primo Goetheanum, in un acquerello di Hermann Linde

Come centro dell'AG fu ideato il Goetheanum, progettato e supervisionato da Rudolf Steiner in dettaglio durante la sua costruzione, ma che sarà distrutto da un incendio doloso il 31 dicembre 1922, ancora prima del suo completamento finale.
Nel dicembre 1923, dopo una separazione di alcuni membri più giovani, attivi in altre iniziative, la Società Antroposofica fu ufficialmente rifondata per imprimerle un nuovo orientamento.
Fu dapprima convocata una conferenza di otto giorni, nota come il Convegno di Natale, che ebbe luogo a Dornach dal  24 dicembre 1923 al 1 gennaio 1924, nella quale Steiner propose una meditazione su un testo intitolato Pietra di Fondazione, perché diventasse la pietra angolare di un rinnovato impulso antroposofico. Giovanni Antonio Colonna di Cesarò, con sua madre Emmelina de Renzis e con Lina Schwarz, rappresentarono l'Italia al convegno.
Steiner istituì inoltre una Scuola di Scienza Spirituale su base esoterica, strutturata in tre Classi, che sarebbe diventata il nuovo punto di riferimento per impegnarsi e acquisire autorità in seno al movimento.
Gli «Apprendisti» della Prima Classe, avendo dimostrato peculiari qualità morali, avrebbero potuto in seguito entrare nella Seconda Classe dei «Compagni». La Terza Classe dei «Maestri» avrebbe infine costituito il Consiglio Esoterico superiore.
Ad ogni modo non stabilì alcun requisito preliminare per poter appartenere alla Società Antroposofica Generale, che restava aperta a chiunque.
Il 1º gennaio 1924 venne quindi posta la prima pietra del Secondo Goetheanum.
Dopo la morte di Steiner nel 1925, la presidenza sarà assunta da Albert Steffen.

### Chiusura e vicissitudini della Società

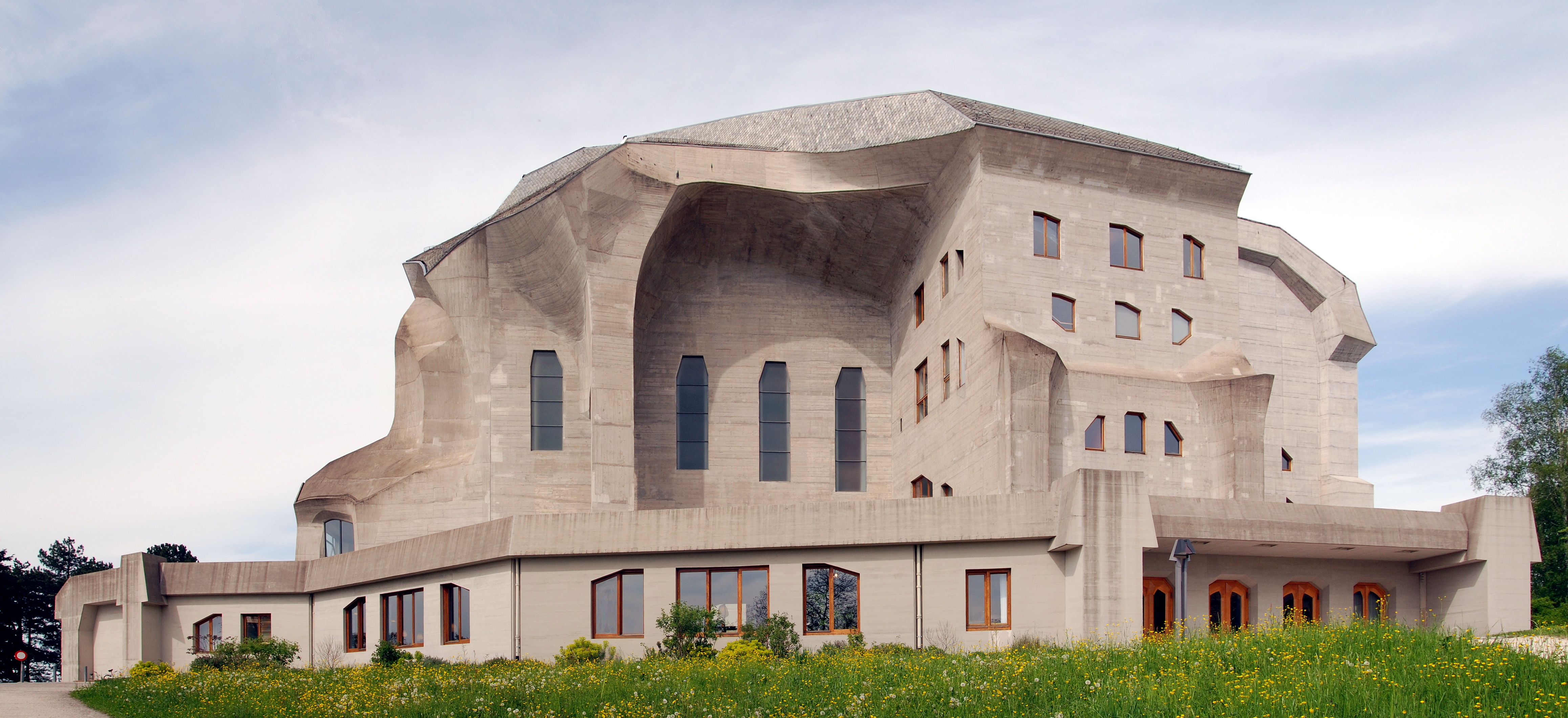
Il secondo Goetheanum in Svizzera, ricostruito in cemento

Il 1º novembre 1935 il regime nazista salito al potere nel 1933 mise al bando la Società Antroposofica in Germania per le sue «strette relazioni con massoni stranieri, ebrei e pacifisti». L'ordine, emesso da Reinhard Heydrich, affermava che a causa della sua incompatibilità con l'idea nazionalsocialista, le attività della Società antroposofica mettevano in pericolo lo Stato. Come conseguenza, gli insegnanti ebrei delle scuole Waldorf furono licenziati.
Nel dopoguerra, tuttavia, ebbe luogo in Germania e in tutto il mondo un nuovo corso ed un ampliamento delle iniziative antroposofiche, in particolare attraverso la creazione di istituti nei settori dell'istruzione, della medicina, dell'assistenza ai disabili e dell'agricoltura.
Dagli anni trenta fino agli anni sessanta, inoltre, la Società fu dilaniata al suo interno da varie dispute su questioni riguardanti i diritti editoriali sulle opere di Steiner e la direzione spirituale del movimento. Dopo la separazione in diversi gruppi, attraverso l'impegno su vari fronti, le anime del movimento si sono riunite di nuovo all'inizio degli anni '60 nella società attuale.

### In Italia
In Italia una prima organizzazione antroposofica si formò intorno al 1910, conosciuta come «gruppo Novalis», sorta a Roma per iniziativa di Giovanni Colazza. L'anno seguente nacque invece a Milano il gruppo «Leonardo da Vinci», guidato da Charlotte Ferreri e quindi da Lina Schwarz.
In seguito videro la luce altri gruppi, cui presero parte personalità come il poeta Arturo Onofri, il funzionario Alcibiade Mazzerelli, il compositore Lamberto Caffarelli, finché a Trieste nel 1931 viene fondata ufficialmente la Società Antroposofica d'Italia. Questa tuttavia dovette chiudere nel 1938 a causa della contrarietà del regime fascista, che nel 1942 decreterà lo scioglimento di tutte le filiali italiane della Società Antroposofica Universale.
Dopo la seconda guerra mondiale rinacquero tuttavia i vecchi gruppi, che con l'aggiunta di nuovi, provenienti dalle città di Milano, Firenze, Roma e Trieste, diedero luogo ad un'unica organizzazione su scala nazionale, fondata ufficialmente nel giugno 1961, e guidata da una segreteria alla quale si succederanno, negli anni, Sofia Dentice, Claudio Gregorat, Aldo Bargero, Stefano Pederiva.

## Principi

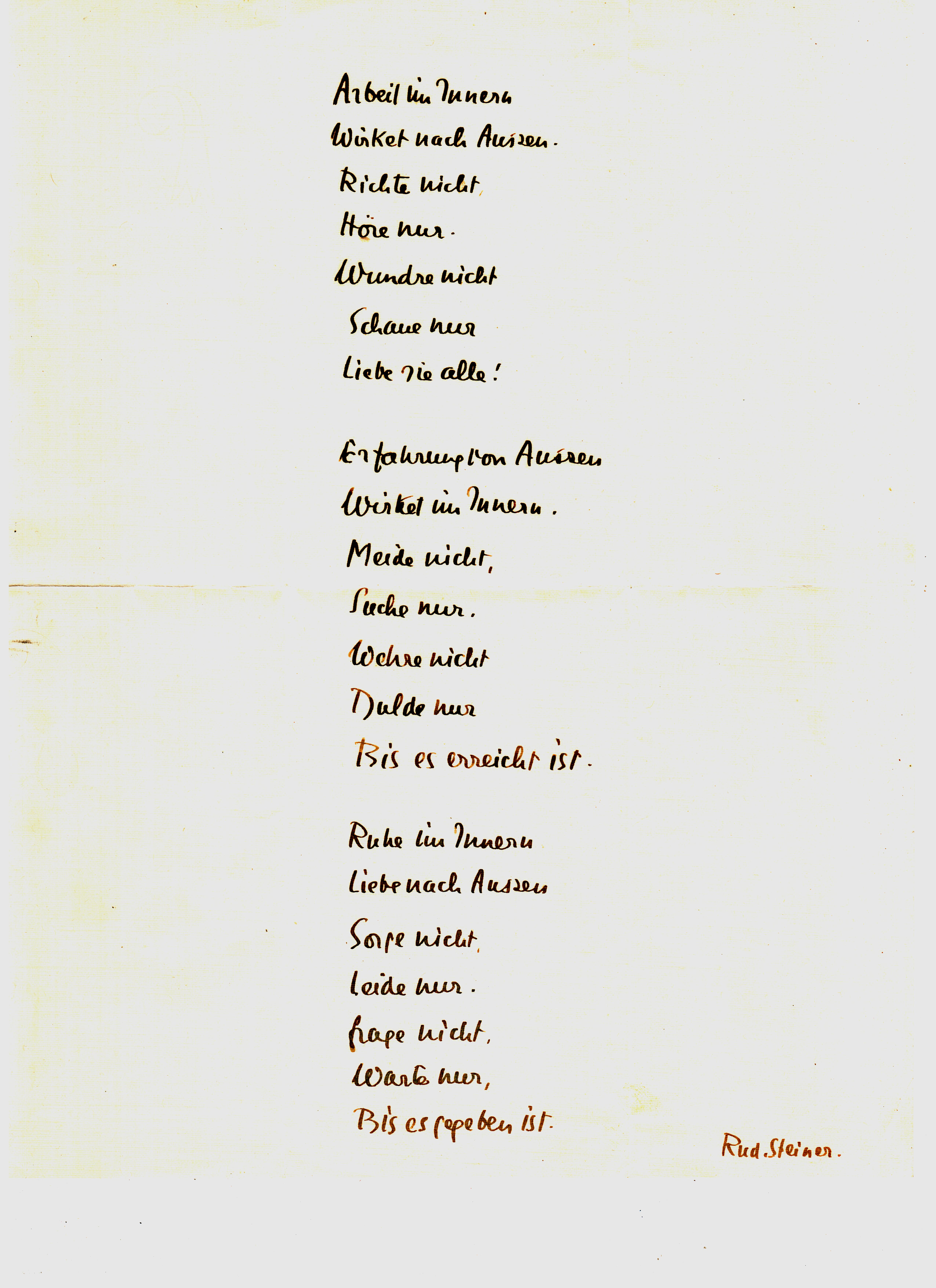
Versi autografi della poesia di Steiner Bis es gegeben ist («Finché non ti sarà dato»)

Di seguito i principi fondanti della Società:
1. La Società Antroposofica vuole essere un'unione di uomini che intendono coltivare, nel singolo individuo e nella società umana, la vita dell'anima, sulla base di una vera conoscenza del mondo spirituale
2. Il nucleo fondamentale di questa Società è formato dalle persone convenute al Goetheanum di Dornach nel periodo natalizio 1923; tanto i singoli individui, quanto i gruppi che vi si fecero rappresentare. Essi sono compenetrati dall'idea che fin da ora esiste una vera scienza del mondo spirituale, e che alla civiltà attuale manca la coltivazione di una tale scienza. Questa coltivazione costituirà appunto il compito della Società Antroposofica. Essa cercherà di adempiere a questo compito facendo punto centrale di ogni sua attività la Scienza dello Spirito antroposofico, come viene coltivata nel Goetheanum di Dornach, con i suoi risultati per la fraternità nella vita sociale umana, per la vita morale e religiosa, così come per la vita artistica e, in senso generale, spirituale dell'essere umano.
3. Le persone riunite in Dornach, formanti il nucleo fondamentale della Società, riconoscono, approvandola, la concezione della Direzione del Goetheanum, in rapporto a quanto segue: "L'Antroposofia coltivata nel Goetheanum conduce a risultati che possono costituire stimolo alla vita spirituale per ogni uomo, senza distinzione di nazionalità, condizione o religione. Tali risultati possono condurre ad una vita sociale realmente edificata sull'amore fraterno. La conquista di tali risultati quale base della vita, non è legata ad un dato grado di cultura scientifica, ma soltanto alla umana natura, libera da preconcetti". "L’indagine relativa e un giudizio adeguato intorno ai risultati di essa, sono però subordinati alla preparazione scientifico-spirituale che deve conseguirsi grado a grado. Tali risultati sono, nel modo a loro corrispondente, altrettanto esatti, quanto i risultati della vera scienza naturale. Giunti che siano, come questi, ad un riconoscimento generale, essi apporteranno in ogni campo della vita un progresso analogo, non soltanto nell'ambito spirituale, ma anche in campo pratico".
4. La Società Antroposofica non è una società segreta ma una società completamente pubblica. Può diventarne membro, senza distinzione di nazione, di condizione sociale, di religione, di convinzioni scientifiche o artistiche, chiunque consideri giustificata l'esistenza di una istituzione come è il Goetheanum, a Dornach, quale Libera Università di Scienza dello Spirito. La Società respinge ogni atteggiamento settario. Non considera la politica come facente parte dei suoi compiti.
5. La Società Antroposofica vede un centro della sua attività nella Libera Università per la scienza spirituale di Dornach. Questa consterà di tre classi.
6. In essa, dietro loro domanda di ammissione, vengono accolti i membri della Società, dopo che essi vi saranno stati iscritti per un periodo di tempo da stabilire dalla Direzione del Goetheanum. Essi pervengono in tal modo nella prima classe della Libera Università per la scienza spirituale. L’ammissione alla seconda classe, e rispettivamente alla terza classe, avviene solo in quanto coloro che chiedono di esservi ammessi, vengono trovati idonei dalla Direzione del Goetheanum.
7. Ogni membro della Società Antroposofica ha il diritto di partecipare a tutte le conferenze od altre manifestazioni e riunioni da essa organizzate, alle condizioni che la Presidenza indicherà.
8. L'ordinamento della Libera Università per la Scienza dello Spirito incombe anzitutto a Rudolf Steiner, al quale spetta di nominare i propri collaboratori ed il suo eventuale successore.
9. Tutte le pubblicazioni della Società saranno pubbliche, nel modo in cui lo sono quelle di altre Società pubbliche. A tale criterio di pubblicità non faranno eccezione nemmeno le pubblicazioni della Libera Università per la scienza spirituale. Però la Direzione della Scuola conserva per sé il diritto di contestare preliminarmente qualsiasi giudizio su questi scritti, che non sia fondato sugli studi dai quali questi promanano. In questo senso essa non autorizzerà alcun giudizio che non sia fondato su studi preparatori adeguati così come è consuetudine nel mondo scientifico riconosciuto. Perciò gli scritti della Libera Università per la Scienza dello Spirito dovranno recare stampata la seguente nota: Stampato quale manoscritto per gli appartenenti alla Libera Università per la Scienza dello Spirito, Goetheanum, classe .... Non viene riconosciuta competenza di giudizio su questi scritti a nessuno che non si sia acquisite prima le cognizioni, preliminari da questa Scuola riconosciute valide, sia per mezzo della Scuola stessa, sia mediante altri mezzi da essa stessa riconosciuti equipollenti. Ogni altro giudizio viene respinto in quanto gli autori degli scritti non entreranno in alcuna discussione in merito a questi.
10. Scopo della Società Antroposofica sarà promuovere la ricerca in campo spirituale; scopo della Libera Università di Scienza dello Spirito sarà la ricerca stessa. Ogni dogmatismo in qualsiasi campo deve essere escluso dalla Società Antroposofica.
11. La Società Antroposofica Universale tiene ogni anno, intorno al principio dell'anno, una assemblea annuale ordinaria, nella quale la Presidenza darà relazione completa del suo operato. L’ordine del giorno per tale assemblea verrà reso noto dalla Presidenza a tutti i membri, unitamente all’invito, tre settimane prima dell'assemblea. La Presidenza può indire assemblee straordinarie e stabilire per esse l’ordine del giorno. La Presidenza deve spedire gli inviti ai membri tre settimane prima. Mozioni di singoli membri o gruppi di membri sono da inoltrare una settimana prima dell'assemblea.
12. I membri possono raggrupparsi in piccoli o grandi gruppi, in qualsiasi luogo e campo di studio. La Società Antroposofica Universale ha la sua sede al Goetheanum. Da lì la Presidenza dovrà diramare ai membri o ai gruppi di membri quanto essa considera compito della Società. Entra in rapporto con i funzionari, che verranno scelti o nominati dai singoli gruppi. I singoli gruppi provvedono all'ammissione dei membri: però i certificati di ammissione dovranno venir presentati alla Presidenza di Dornach e da questa firmati, nella fiducia che essa ha per i funzionari di gruppo. In generale ogni membro dovrebbe unirsi ad un gruppo; solo se gli è del tutto impossibile trovare accoglienza in un gruppo, il membro dovrebbe farsi accogliere quale membro qui a Dornach.
13. La quota annua di associazione verrà determinata da ogni singolo gruppo: però il gruppo dovrà devolvere per ogni membro ... alla Direzione centrale del Goetheanum.
14. Ogni gruppo di lavoro forma i suoi propri Statuti; occorre soltanto che questi Statuti non contraddicano quelli della Società Antroposofica.
15. Organo della Società è il settimanale Goetheanum che a tale scopo verrà provvisto d'un foglio supplementare che dovrà contenere le comunicazioni ufficiali della Società. Questa edizione ampliata del Goetheanum verrà ceduta soltanto ai membri della Società Antroposofica.
16. Nell'Assemblea di Fondazione di Natale 1923 la Presidenza di Fondazione verrà formata da:
  - Rudolf Steiner quale Presidente,
  - Albert Steffen quale Vice-presidente,
  - Sig.ra Dott.ssa Wegman quale Archiviaria,
  - Dott. Guenther Wachsmuth quale Segretario e Tesoriere,
  - Sig.ra Dott.ssa Steiner quale Membro della Presidenza,
  - Sig.ra Dott.ssa Vreede quale Membro della Presidenza.[18]